# 에이셉 퍼그
에이셉 퍼그(A$AP Ferg, 1988년 10월 20일 뉴욕주 뉴욕 ~ )는 미국의 힙합 가수이다. 에이셉 라키와 같이 에이셉 몹의 일원이며, 주로 트랩 음악을 기반으로 한 음악을 많이 하는 편이다. 2013년 8월 20일 그는 그의 첫 정규 음반인 Trap Lord을 냈으며 대표적인 곡으로는 Work, Shabba 등이 있다.

## 음반 목록
정규 앨범
- Trap Lord (2013)

믹스테잎
- Ferg Forever (2014)